# NGC 4305
NGC 4305 is een spiraalvormig sterrenstelsel in het sterrenbeeld Maagd. Het hemelobject werd op 2 mei 1829 ontdekt door de Britse astronoom John Herschel.

## Synoniemen
- UGC 7432
- MCG 2-32-13
- ZWG 70.31
- VCC 522
- KCPG 333A
- PGC 40030